# André Rösler
André Rösler (* 1970 in Lahr) ist ein deutscher Illustrator.

## Leben und Schaffen
André Rösler ist Professor an der Fakultät für Design der Hochschule Würzburg. Dort lehrt er Zeichnen und Illustration.
Bereits früh interessierte sich Rösler für Kunst und Grafik. Sein Talent wurde in der Schule und zu Hause erkannt und gefördert. Er studierte in Pforzheim und machte 1997 dort seinen Abschluss als Diplom-Designer.
Rösler arbeitet im Atelier Remise, einem unabhängigen Illustrationsstudio und einer Galerie im Kreativpark Alter Schlachthof. Er ist verheiratet und hat eine Tochter.

## Werke
- Karin Koch, André Rösler: Kannst du Brüllen, Peter Hammer Verlag, Wuppertal 2003, ISBN 978-3872949370[2]
- Karin Koch, André Rösler: Emil wird sieben, Peter Hammer Verlag, Wuppertal 2005, ISBN 978-3779500384[3]
- Ernst Christian, Harmsen Lars und Weiss Ulrich: Bastard choose my Identity, Barcelona 2006, ISBN 978-8496540156
- Karin Koch, André Rösler: Mia mit dem Hut, Peter Hammer Verlag, Wuppertal 2007, ISBN 978-3779501503
- Karin Koch, André Rösler: Am liebsten eine Katze, Peter Hammer Verlag, Wuppertal 2010, ISBN 978-3779502807
- Karin Koch, André Rösler: Wär ich Pirat..., Peter Hammer Verlag, Wuppertal 2012, ISBN 978-3779503729[4][5]
- André Rösler: It´s still up in the air, München 2015[6]
- Trickregie "Anschi und Karl-Hering", Bayerischer Rundfunk BR. Alpha; 2003–2012
- André Rösler: Gutes Benehmen im Galopp[7]